# Anthurium macrolobium x
Anthurium macrolobium là một loài thực vật có hoa trong họ Ráy (Araceae). Loài này được hort. ex W. Bull miêu tả khoa học đầu tiên năm 1883.